# Championnats d'Europe de lutte 1929
Navigation
Édition précédente Édition suivante
Les Championnats d'Europe de lutte 1929 se sont tenus à Paris (France) en février 1929 pour la lutte libre et à Dortmund (Allemagne) en avril 1929 pour la lutte gréco-romaine.

## Podiums

### Hommes

#### Lutte gréco-romaine
| Catégories | Or                    | Argent                  | Bronze                   |
| ---------- | --------------------- | ----------------------- | ------------------------ |
| 56 kg      | Sven Martinsen (NOR)  | Erland Nielsen (DEN)    | Antonín Nič (TCH)        |
| 61 kg      | Folke Hernström (SWE) | Aage Torgensen (DEN)    | Eugen Fleischmann (TCH)  |
| 66 kg      | Eduard Sperling (GER) | Torsten Bergström (SWE) | Silvio Tozzi (ITA)       |
| 75 kg      | József Tunyogi (HUN)  | Väinö Kokkinen (FIN)    | Ivar Johansson (SWE)     |
| 82,5 kg    | Onni Pellinen (FIN)   | Robert Rupp (GER)       | Sanfrid Söderqvist (SWE) |
| +82,5 kg   | Georg Gehring (GER)   | Rudolf Svensson (SWE)   | Josef Urban (CZE)        |

#### Lutte libre
| Catégories | Or                       | Argent                | Bronze                  |
| ---------- | ------------------------ | --------------------- | ----------------------- |
| 56 kg      | Piet Mollin (BEL)        | Berthaux (FRA)        | R. Wyss (SUI)           |
| 61 kg      | René Rottenfluc (FRA)    | Joseph Dillen (BEL)   | Denis Perret (SUI)      |
| 66 kg      | Erik Malmberg (SWE)      | Karoly Karpati (HUN)  | Reginald Edwards (GBR)  |
| 72 kg      | Hyacinthe Roosen (BEL)   | Alvar Eriksson (SWE)  | Fritz Käsermann (SUI)   |
| 79 kg      | Sanfrid Söderqvist (SWE) | A. Mollet (SUI)       | Hervé Deniel (FRA)      |
| 87 kg      | Erich Äschlimann (SUI)   | Paul Bonnefont (FRA)  | Joseph Van Assche (BEL) |
| +87 kg     | Johan Richthoff (SWE)    | Edmond Charlier (BEL) | Edmond Dame (FRA)       |